# أبو عبد الله البصري
أبو عبد الله الحسين بن علي البصري(293 هـ -369 هـ)، متكلم، رأس المعتزلة وشيخها، وله تصانيف كثيرة عَلَى مذهب الاعتزال، كان فقيها من أئمة الحنفية ومقدمًا في الفقه والكلام، مع كثرة أماليه فيهما، وتدريسه لهما. انتهت إليه رئاسة أصحابه في عصره، وتوفي فِي 2 ذي الحجة سنة 369 هـ.

## تصانيفه
له كتاب " نقض كلام ابن الراوندي " في أن الجسم لا يجوز أن يكون مخترعا لا من مادة، وكتاب " الكلام " أن الله لم يزل موجودا وحده إلى أن خلق الخلق، وكتاب " الإيمان "، و" كتاب " الإقرار "، وتصانيف سوى ذلك .